# Instrumentos de Investigación de Mercado

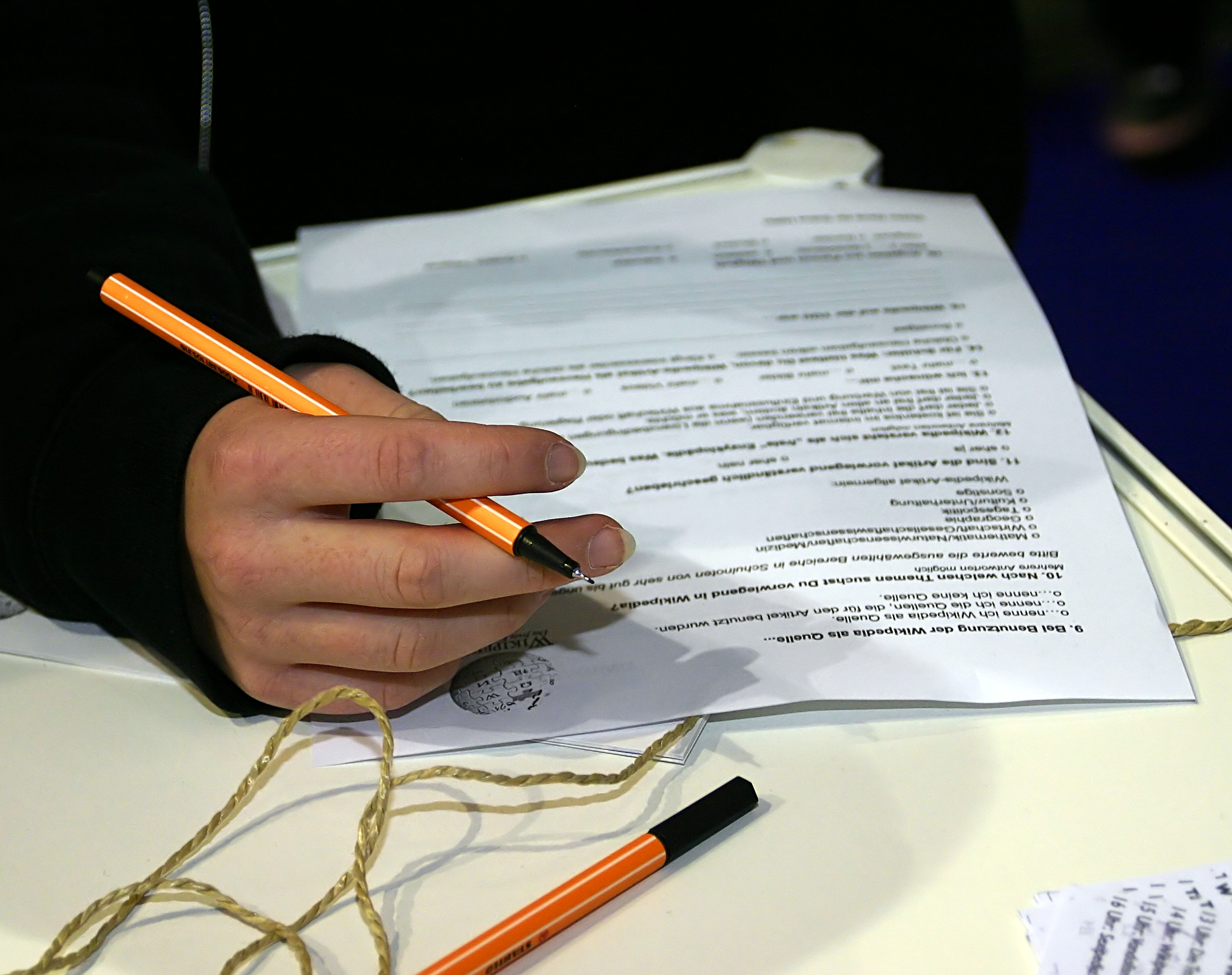
Cuestionario de Wikipedia - YOU Berlin 2008.

La investigación de mercados es la búsqueda de información para conocer las posibilidades y comportamientos de cada uno de los mercados en destino, implica el registro y análisis de la información para la toma de decisiones en concordancia con la estrategia de expansión de la empresa. Mientras que la metodología es la forma como el investigador hace trabajar en equipo al sujeto con el objeto, para llegar a obtener un conocimiento científico (hallazgos, conclusiones y, por ende, tendencias de mercado de toda índole).

## Procedimientos de Recogida de Información Primaria
Gran parte de la información necesaria para realizar un estudio de mercado se obtiene a través de las fuentes primarias, más concretamente de las fuentes primarias externas. La investigación cualitativa persigue obtener información enfocada no tanto a saber cuáles son los comportamientos de los consumidores sino el por qué (y también el que y el cómo) de esa actitud. Este tipo de investigación busca comprender la naturaleza y “calidad” de una determinada situación, evento o actitud del cliente.
La entrevista en profundidad y la observación son dos procesos de investigación que pertenecen a la recogida de información primaria, es decir, la información es extraída directamente de la fuente de origen. Ambas son de tipo cualitativo ya que son difíciles de cuantificar por su complejidad a la hora de analizarlas.

### Entrevista en Profundidad
La entrevista en profundidad es la técnica de juego conversacional. Una entrevista es un diálogo preparado y organizado en el que se asignan roles a las partes que la conforman (entrevistador y entrevistado/os).

#### Entrevista estructurada
Es aquella en la que se establecen preguntas que limitan de cierta manera las respuestas del entrevistado. Suelen ser preguntas cerradas, y proporcionan al sujeto una serie de alternativas de respuesta. Este deberá elegir su grado de acuerdo o desacuerdo respecto a un tema. 

#### Entrevista no estructurada
Suele denominarse informal, puesto que no existe un guion previo establecido. Tiene carácter flexible, ya que las preguntas suelen ser de naturaleza abierta, con mayores posibilidades de respuesta. Requieren más preparación por parte de los entrevistadores. Su información resulta más compleja de analizar, requiriendo más tiempo. Además, se caracteriza por la espontaneidad y tiene la ventaja de permitir al entrevistador mostrarse más sensible a las diferencias individuales y a los cambios situacionales. 

#### Entrevista semiestructurada
Es una combinación de las dos anteriores. Existe un conjunto de preguntas y temas a explorar, pero no existe una redacción exacta ni un orden. 

#### Entrevista dirigida
Se basa en una serie de cuestiones o aspectos sobre los que hay que tratar a lo largo de la entrevista. El entrevistador es libre de adaptar la forma y el orden de las preguntas. Por ello, el estilo suele ser coloquial, espontáneo e informal. 

#### Entrevista no dirigida
Su rasgo principal es el carácter no directivo. El entrevistador debe crear un clima para facilitar que el entrevistado exprese sus opiniones con libertad. La función del entrevistador consiste en estimular al entrevistado a hablar sobre un tema propuesto con una guía mínima. Su grado de estructuración es básico. Se trata de una entrevista abierta, flexible y dinámica.

#### Entrevista individual
Se realiza a un solo entrevistado. 

#### Entrevista grupal
Se realiza a varios entrevistados.

### Observación
El método de observación supone la obtención de información útil mediante la observación directa de la población objeto de estudio. Para que la observación pueda ser considerada como científica debe reunir una serie de requisitos, como tener objetivos claros y concisos, programarse hacia un plan o esquema de trabajo y ser viable.

#### Tipos de investigación mediante observación
Dependiendo del tipo de investigación que se vaya a realizar, se elegirá una u otra técnica de observación. Por ejemplo, si se precisa obtener información de un medio que se encuentra en continuo cambio, será precisa una observación participante.

##### Observación directa e indirecta
Directa: El investigador se pone en contacto personalmente con el hecho o fenómeno objeto de estudio. 
Indirecta: El investigador entra en contacto con el fenómeno objeto de estudio mediante observaciones realizadas por otra persona. 

##### Observación participante y no participante
Participante: El investigador se incluye en el grupo, para así conseguir la información desde dentro. 
No participante: El investigador no interviene en el grupo de recogida de la información. 

##### Observación estructurada y no estructurada
Estructurada: También se le denomina observación sistemática y se realiza mediante la utilización de elementos de apoyos útiles, tales como fichas, cuadros, etc.
No estructurada. Se realiza sin la ayuda de elementos, también conocida como observación simple o libre.

##### Observación de campo y de laboratorio
De campo: Recurso fundamental de la observación descriptiva. Se realiza en los lugares donde ocurren los hechos investigados. 
De laboratorio: Realizadas en lugares preestablecidos para el estudio. 

##### Observación individual y de grupo
Individual: Realizada por una sola persona. 
De grupo: Realizada por varias partes que integran o forman un equipo.

## Procedimientos de Recogida de Información Secundaria
En la investigación cuantitativa el investigador identifica comportamientos, acciones, intenciones, preferencias, etc, en las que se pueden establecer patrones numéricos; no solo la ocurrencia de un hecho, sino cálculos, estadísticas, proyecciones o enumeraciones de las características de distintos fenómenos.

### Encuestas
La encuesta es el principal método de obtención de información cuantitativa, debido a que se puede aplicar a poblaciones extensas a través de muestras y permite la realización de investigaciones de índole subjetiva o social. No todas las encuestas son iguales, ni se realizan de la misma manera. Las diferencias se dan en función de lo que se desee conseguir con las mismas. De este modo, podemos realizar la siguiente clasificación de las encuestas:

#### Según sus objetivos
Descriptivas: Cuando su objetivo es definir la situación de la población. 
Analíticas: Si se desea explicar el porqué de la situación de la población. 

#### Según las preguntas
De respuesta abierta: Cuando el entrevistado no dispone de opciones de respuesta. 
De respuesta cerrada: Cuando se dan varias opciones de respuesta. 

#### Según la forma en que se realiza
Postal: La encuesta se envía por correo postal. 
Telefónica: En este caso, se realiza por medio del teléfono.

### Cuestionario
A través de esta herramienta se pretende estandarizar y completar el proceso de recogida y recopilación de datos. Las preguntas del cuestionario están relacionadas con unas variables predefinidas, que posteriormente se van a medir y comprobar. Por esta razón, el diseño del cuestionario cobra especial relevancia, ya que si se estructura mal, de forma inadecuada o precipitada, la información que se obtendrá finalmente será con toda seguridad poco fiable, incompleta e imprecisa. Acerca de los diferentes tipos de cuestionario, estos suelen clasificarse de la siguiente manera: 

#### Según la forma de plantear las preguntas

##### Cuestionario individual
Lo contesta un solo sujeto por escrito y sin que intervenga nadie más. 

##### Cuestionario-lista
Interviene un investigador, que fórmula las preguntas y anota las respuestas.  

##### Escalas sociométricas
Preguntas con respuestas dentro de un rango numérico para cuantificar o medir los resultados, que normalmente se basan en coeficientes aplicados a individuos respecto de un grupo concreto.

#### En función del grado de estructuración

##### Estructurado
Preguntas formalizadas y estandarizadas. Establece una opción a elegir de entre varias alternativas. El orden es riguroso y resulta particularmente útil para cuestionarios que se van a remitir a un amplio número de personas.

##### Semiestructurado
Dispone de un guion de preguntas principales, pero no sigue un orden estricto. 

##### No estructurado
Preguntas generales centradas en el tema de investigación. El orden es más flexible, lo que otorga al investigador un margen de maniobra mayor a la hora de formular preguntas específicas.

#### Según el modo de aplicación

##### Autoaplicado
Las preguntas son contestadas en privado. Es breve y de bajo coste, pero sin control por parte del investigador. 

##### Cara a cara
Posibilita la comunicación entre quien cumplimenta el cuestionario y el investigador, que además puede aclarar las posibles dudas que surjan. No obstante, su coste es algo más elevado y puede implicar un mayor tiempo de realización.  

##### Por teléfono
Permite obtener información fácilmente y un rápido acceso a los encuestados. Sin embargo, a muchas personas les resulta molesto tener que contestar por teléfono, y no están dispuestos a responder las preguntas. 

##### Por Internet
A través de la red, principalmente por email. Es un medio muy rápido y los costes asociados al cuestionario son bajos o prácticamente nulos. Por el contrario, ofrece pocas posibilidades de control para el investigador y normalmente los resultados obtenidos no son tan fiables como con otros métodos.

### Muestreo (focus group)
Las muestras se obtienen con la finalidad de inferir propiedades de la totalidad de la población, por lo que deben ser representativas de la misma. El número de individuos que forman parte de la muestra suele ser inferior al de la población, pero suficiente como para que la estimación de los parámetros establecidos tenga el nivel necesario de fiabilidad. Para que esta característica sea válida, la inclusión de individuos en la muestra debe llevarse a cabo conforme a una de las técnicas de muestreo.

#### Técnicas de muestreo no probabilístico
Una muestra no probabilística, es aquella en la que los elementos se seleccionan mediante criterios subjetivos. Por lo tanto, no se conoce la probabilidad que posee cada uno de ellos de ser incluido en la muestra.

#### Técnicas de muestreo probabilístico
Son aquellas en las que todos los individuos tienen la misma probabilidad de ser elegidos para formar parte de la muestra y, por lo tanto, todas las posibles muestras de tamaño “n” tienen la misma posibilidad de ser seleccionadas. Este tipo de muestro presenta muchas ventajas, quizás la principal sea que puede medirse el tamaño del error en las predicciones. Por tanto, el objetivo principal de una muestra probabilística es disminuir lo máximo posible este error.